# S-tog B

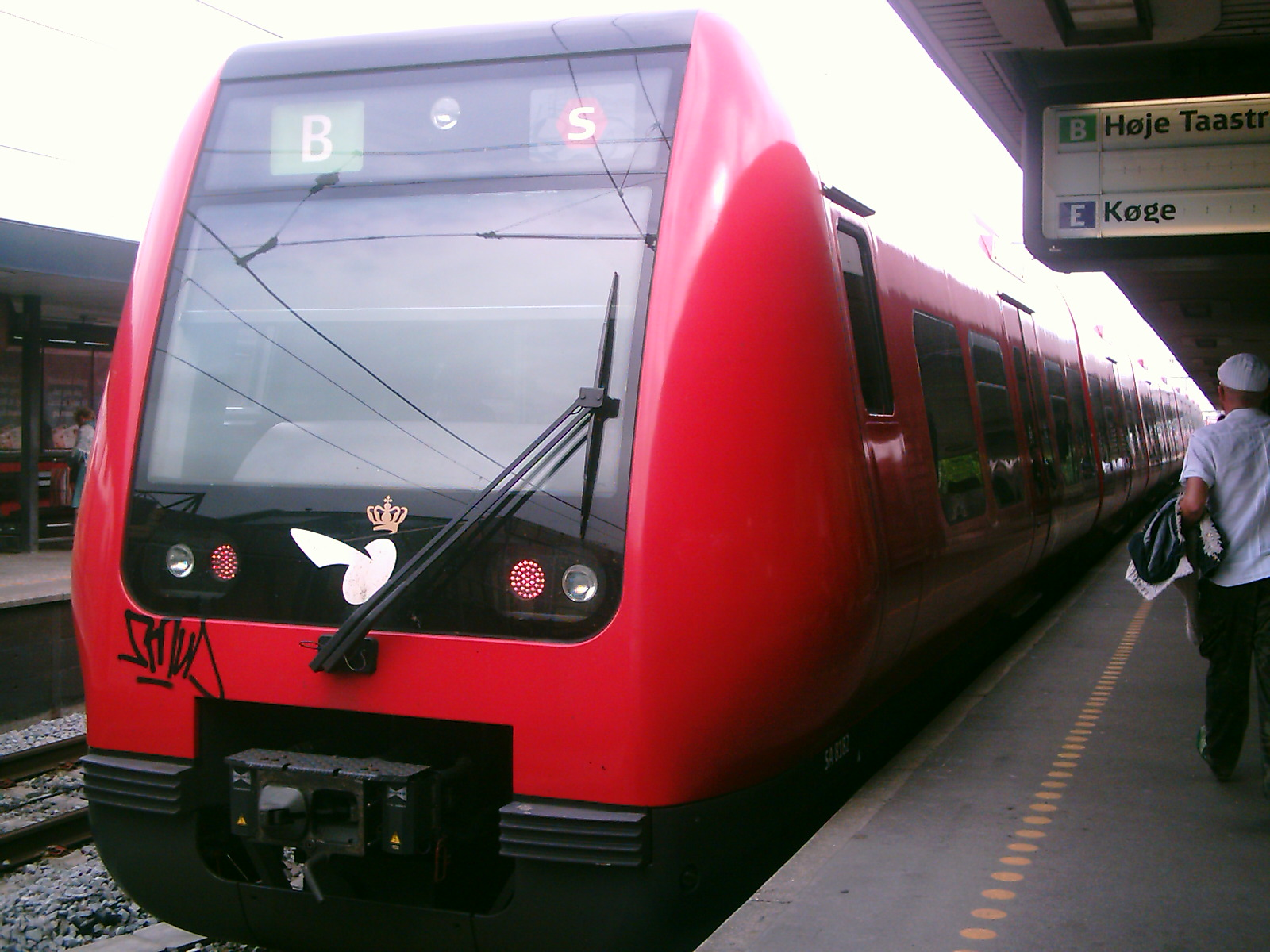
Lijn B

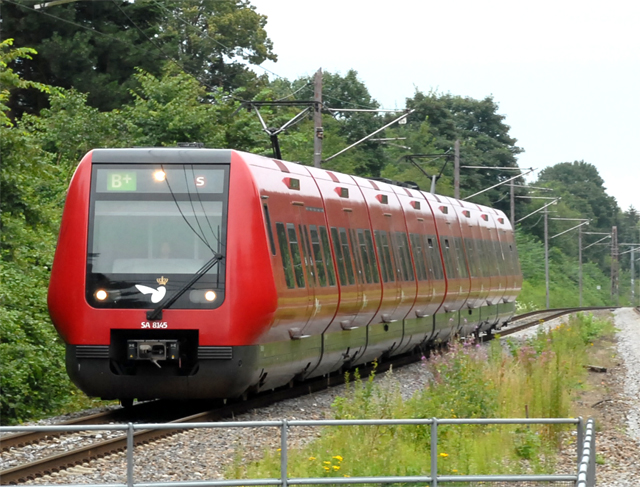
Lijn B+

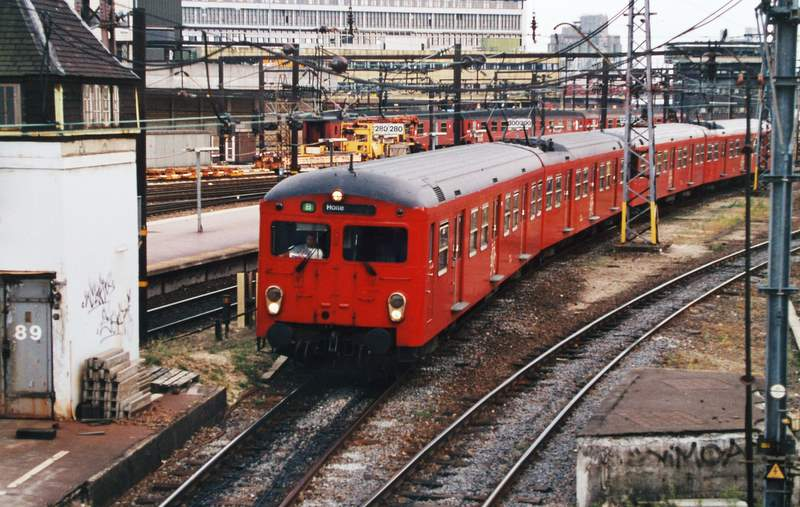
Lijn B richting Holte.

S-tog B is een S-toglijn tussen Farum en Høje Taastrup via Københavns Hovedbanegård.
De lijn rijdt in de daguren een 10 minutendienst en in de avonduren een 20 minutendienst. Tot aan 2007 werd alleen een 20 minutendienst gereden, aangevuld met de lijn Bx.

## Geschiedenis
Tot aan 2007 waren er aparte lijnaanduidingen voor de extra treindiensten die de hoofdlijn versterkte in de daguren. Ten eerste daar de lijnen niet dezelfde haltes aandeden, en ten tweede daar iedere lijn maximaal driemaal per uur mocht rijden.
| Naam | Zuid-einde                                    | Jaar      | Noord-einde                              |
| ---- | --------------------------------------------- | --------- | ---------------------------------------- |
| 1b   | eindstation op Københavns Hovedbanegård       | 1936–1940 | Nordbanen: alle haltes tot aan Holte     |
| 1b   | Frederikssundbanen: alle haltes tot aan Valby | 1940–1941 | Nordbanen: alle haltes tot aan Holte     |
| 1b   | alle haltes tot aan Vanløse                   | 1941–1949 | Nordbanen: alle haltes tot aan Holte     |
| 1b   | alle haltes tot aan Ballerup                  | 1949–1950 | Nordbanen: alle haltes tot aan Holte     |
| B    | eindstation op Københavns Hovedbanegård       | 1950–1953 | Nordbanen: alle haltes tot aan Holte     |
| B    | Vestbanen: alle haltes tot aan Glostrup       | 1953–1963 | Nordbanen: alle haltes tot aan Holte     |
| B    | alle haltes tot aan Taastrup                  | 1963–1979 | Nordbanen: alle haltes tot aan Holte     |
| B    | alle haltes tot aan Taastrup                  | 1979–1986 | Hareskovbanen: alle haltes tot aan Farum |
| B    | alle haltes tot aan Høje Taastrup             | 1986–1989 | Hareskovbanen: alle haltes tot aan Farum |
| B    | alle haltes tot aan Høje Taastrup             | 1989–     | Nordbanen: alle haltes tot aan Holte     |

### Bb, L, B+
Van 1972 tot 1979 werd op doordeweekse dagen het dienstrooster van lijn B baar Taastrup gesuppleerd met lijn E. In 1979 werd deze vervangen door een spitslijn met de afkorting Bb; deze reed iedere 20 minuten, 10 minuten later dan de treinen van lijn B, hierdoor werd er in de daguren een 10 minutendienst gereden. Vanaf 1989 werd de lijn op gegradeerd naar daglijn en werd de nieuwe letter L. Deze werd echter in 1995 tot B+ omgedoopt.
| Naam                                     | Zuid-einde                              | Jaar      | Noord-einde                          |
| ---------------------------------------- | --------------------------------------- | --------- | ------------------------------------ |
| Bb                                       | Vestbanen: alle haltes tot aan Taastrup | 1979–1986 | eindstation op Hellerup              |
| Bb                                       | alle haltes tot aan Høje Taastrup       | 1986–1989 | eindstation op Hellerup              |
| L                                        | alle haltes tot aan Høje Taastrup       | 1989–1995 | Nordbanen: alle haltes tot aan Holte |
| B+                                       | alle haltes tot aan Høje Taastrup       | 1995–2007 | Nordbanen: alle haltes tot aan Holte |
| Ingevoegd in lijn B vanaf september 2007 |                                         |           |                                      |

## Stations
| Station                  | Overstappunt | Foto * | Type                         | Geopend         | Ligging                        | Opmerkingen |
| ------------------------ | ------------ | ------ | ---------------------------- | --------------- | ------------------------------ | ----------- |
| Farum                    |              | 230 !  | maaiveld                     | 20 april 1906   | 55° 48′ 43″ NB, 12° 22′ 25″ OL |             |
| Værløse                  |              | 240 !  | talud                        | 20 april 1906   | 55° 46′ 55″ NB, 12° 22′ 23″ OL |             |
| Hareskov                 |              | 250 !  | maaiveld                     | 20 april 1906   | 55° 45′ 58″ NB, 12° 24′ 21″ OL |             |
| Skovbrynet               |              | 260 !  | maaiveld                     | 1 april 1930    | 55° 45′ 54″ NB, 12° 25′ 56″ OL |             |
| Bagsværd                 |              | 270 !  | talud                        | 20 april 1906   | 55° 45′ 42″ NB, 12° 27′ 12″ OL |             |
| Stengården               |              | 280 !  | talud                        | 15 mei 1929     | 55° 45′ 24″ NB, 12° 28′ 24″ OL |             |
| Buddinge                 |              | 290 !  | talud                        | 20 april 1906   | 55° 44′ 50″ NB, 12° 29′ 37″ OL |             |
| Kildebakke               |              | 300 !  | talud                        | 15 mei 1935     | 55° 44′ 41″ NB, 12° 30′ 29″ OL |             |
| Vangede                  |              | 310 !  | maaiveld                     | 20 april 1906   | 55° 44′ 23″ NB, 12° 31′ 24″ OL |             |
| Dyssegård                |              | 320 !  | talud                        | 22 mei 1932     | 55° 43′ 57″ NB, 12° 32′ 9″ OL  |             |
| Emdrup                   |              | 330 !  | uitgraving                   | 20 april 1906   | 55° 43′ 14″ NB, 12° 32′ 26″ OL |             |
| Ryparken                 |              | 350 !  | talud                        | 1 februari 1926 | 55° 42′ 55″ NB, 12° 33′ 34″ OL |             |
| Svanemøllen              |              | 360 !  | maaiveld                     | 15 mei 1934     | 55° 42′ 56″ NB, 12° 34′ 41″ OL |             |
| Nordhavn                 |              | 370 !  | talud                        | 15 mei 1934     | 55° 42′ 22″ NB, 12° 35′ 26″ OL |             |
| Østerport                |              | 380 !  | uitgraving                   | 2 augustus 1897 | 55° 41′ 35″ NB, 12° 35′ 15″ OL |             |
| Nørreport                |              | 390 !  | ondiep gelegen zuilenstation | 1 juli 1918     | 55° 40′ 59″ NB, 12° 34′ 16″ OL |             |
| Vesterport               |              | 400 !  | uitgraving                   | 15 mei 1934     | 55° 40′ 33″ NB, 12° 33′ 45″ OL |             |
| Københavns Hovedbanegård |              | 410 !  | maaiveld                     | 1 december 1911 | 55° 40′ 21″ NB, 12° 33′ 51″ OL |             |
| Dybbølsbro               |              | 420 !  | maaiveld                     | 1 november 1934 | 55° 39′ 53″ NB, 12° 33′ 34″ OL |             |
| Carlsberg                |              | 430 !  | uitgraving                   | 3 juli 2016     | 55° 39′ 48″ NB, 12° 32′ 11″ OL |             |
| Valby                    |              | 440 !  | uitgraving                   | 26 juni 1847    | 55° 39′ 50″ NB, 12° 30′ 52″ OL |             |
| Danshøj                  |              | 540 !  | kruisingsstation             | 8 januari 2005  | 55° 39′ 51″ NB, 12° 29′ 37″ OL |             |
| Hvidovre                 |              | 730 !  | talud                        | 1935            | 55° 39′ 52″ NB, 12° 28′ 26″ OL |             |
| Rødovre                  |              | 740 !  | talud                        | 24 april 1964   | 55° 39′ 53″ NB, 12° 27′ 31″ OL |             |
| Brøndbyøster             |              | 750 !  | talud                        | 17 juni 1953    | 55° 39′ 54″ NB, 12° 26′ 24″ OL |             |
| Glostrup                 |              | 760 !  | maaiveld                     | 26 juni 1847    | 55° 39′ 47″ NB, 12° 23′ 51″ OL |             |
| Albertslund              |              | 770 !  | maaiveld                     | 26 mei 1963     | 55° 39′ 30″ NB, 12° 21′ 12″ OL |             |
| Taastrup                 |              | 780 !  | maaiveld                     | 26 mei 1963     | 55° 39′ 9″ NB, 12° 18′ 7″ OL   |             |
| Høje Taastrup            |              | 790 !  | maaiveld                     | 31 mei 1986     | 55° 38′ 56″ NB, 12° 16′ 10″ OL |             |

- De sorteerwaarde van de foto is de ligging langs de lijn

- International Standard Name Identifier: 0000 0004 6038 152X
- Virtual International Authority File: 260840931